# Austrobaileyals
Les austrobaileyals (Austrobaileyales) és un ordre de plantes amb flor.
L'anís estrellat pertany a l'ordre de les austrobaileyals.
El sistema de classificació filogenètica APG II de 2003 el reconeix com un ordre i l'ubica entre els angiosperms basals:
- ordre Austrobaileyales
- : família Austrobaileyaceae
- : família Schisandraceae [+ família Illiciaceae]
- : família Trimeniaceae

Nota: "+ ..." = família opcionalment segregable de la precedent.
El sistema Cronquist, de 1981, ubica la família Illiciaceae i la família Schisandraceae dins l'ordre Illiciales.